# Emerson, Manitoba
Emerson är en ort i Kanada.   Den ligger i provinsen Manitoba, i den sydöstra delen av landet, 1 700 km väster om huvudstaden Ottawa. Emerson ligger 239 meter över havet och antalet invånare är 689.
Terrängen runt Emerson är mycket platt. Runt Emerson är det mycket glesbefolkat, med 2 invånare per kvadratkilometer.. Det finns inga andra samhällen i närheten.
Trakten runt Emerson består till största delen av jordbruksmark.